# Nuevo Paysandú
Nuevo Paysandú ist eine Stadt im Westen Uruguays. 

## Geographie
Sie befindet sich im 12. Sektor des Departamento Paysandú am Ostufer des Río Uruguay nördlich von Paysandú und südwestlich von La Constancia.

## Einwohner
Die Einwohnerzahl von Nuevo Paysandú betrug bei der letzten Volkszählung 7.468 (Stand 2004).
| Jahr | Einwohner |
| ---- | --------- |
| 1963 | 2.314     |
| 1975 | 3.096     |
| 1985 | 4.073     |
| 1996 | 6.183     |
| 2004 | 7.468     |

Quelle: Instituto Nacional de Estadística de Uruguay